# 567
567 је била проста година.

## Догађаји
- Ломбардско-гепидски рат (567) завршава се лангобардско-аварским победом и уништењем Гепида.
- Сигеберт I, краљ Аустразије, жени се Брунхилдом, а његов полубрат Хиперик I Галсвинтом, обе ћерке визиготског краља Атанагилда.
- Краљ Хариберт I умире без наследника; његово царство (регија Неустрија и Аквитанија) подељено је између његове браће Гунтрам, Сигеберт I и Хиперик I.
- Лијува I је наследио свог претходника Атанагилда, после међувладавања од пет месеци, и постао краљ Визигота.
- Три Вуове катастрофе: Цар Ву Ди из династије Северни Џоу покреће други прогон будиста у Кини. Овај прогон се наставља све док га не наследи његов син, цар Сјуан.
- Одржава се Други сабор у Туру. Сабор одређује да ће сваки свештеник који се нађе у кревету са својом женом бити екскомунициран.
- Јован III, патријарх цариградски, организује компромис између православних и монофизита.